# Adail Pinheiro
Manuel Adail Amaral Pinheiro (Tefé, 9 de dezembro de 1962) é um empresário e político brasileiro. É atual prefeito do município de Coari, no estado do Amazonas, por quatro mandatos, dois mandatos consecutivos, de 2001 a 2008, 2013 a 2014 e de 2024 a atualidade. É pai do ex-prefeito e atual Deputado Federal pelo Amazonas Adail Filho e da Deputada Estadual pelo Amazonas Mayara Pinheiro.

## Carreira
Adail foi eleito prefeito de Coari pelo Partido Popular Socialista (PPS) de 2001 a 2008, foi filiado ao Partido Republicano Progressista (PRP) e eleito para um terceiro mandato de 2013 a 2014, não concluído por condenações judiciais. Em 2024, filiado ao Republicanos, mesmo com histórico de condenação obteve 51,12% dos votos válidos e assumirá o cargo pela quarta vez.
Resultado Eleições Municipais 2024
| Candidatos     | Votos  | (%) Resultado  |
| -------------- | ------ | -------------- |
| Adail Pinheiro | 20.316 | 51,12 % Eleito |
| Harben Avelar  | 18.992 | 47,78 %        |
| Outros         | 437    | 1,10%          |

## Controvérsias

### Lei da Ficha Limpa
Pouco antes do pleito de 2012, Adail Pinheiro era considerado inelegível em razão das diversas condenações judiciais e processos em que era réu, respondendo por delitos de naturezas diversas, tais como irregularidades na aplicação de verbas do Sistema Único de Saúde (SUS), do Fundo Nacional de Saúde e do Ministério do Meio Ambiente, problemas com o Tribunal de Contas do Estado do Amazonas etc..
Apesar de condenado, réu em dezenas de processos e barrado pela Lei da Ficha Limpa, o ex-prefeito figurava-se como o favorito à eleição municipal de 2012. Conseguiu disputar a eleição por decisão judicial, vencendo o pleito.

### Rede de Pedofilia
Durante as investigações da Operação Vorax, surgiram indícios de que estivesse envolvido em uma rede de exploração sexual de crianças e adolescentes e por suspeita de desviar mais de R$ 40 milhões. No início de 2014, ele foi denunciado por pedofilia e condenado por comandar um esquema milionário de fraudes em licitações e desvios de recursos públicos na Prefeitura de Coari, após reportagens do programa Fantástico da Rede Globo, o Tribunal de Justiça do Estado do Amazonas decretou a prisão preventiva do prefeito de Coari.
Adail cumpriu pena em regime fechado no Comando de Policiamento Especializado (CPE) e em 2016 foi transferido para o Complexo Penitenciário Anísio Jobim (Compaj), onde em dezembro de 2016 progrediu do regime fechado para o semi-aberto. Em 2017, Adail recebeu indulto e teve extinção da pena de prisão de mais de 11 anos. Em dezembro de 2018, a turma da 2º Vara Federal de Manaus condenou o político a 57 anos e 5 meses de prisão por fraudes comprovadas na "Operação Vorax".